# Zhurong
Zhurong (en xinès tradicional i simplificat, 祝融; pinyin, Zhù Róng) és un personatge de la mitologia xinesa. Fou el déu del foc, governador del sud, inventor del mercat i esperit de l'estiu. Conegut i esmentat com a Drac Lluminós en diverses fonts o com a "brillantor roig", estava al servei de l'Emperador del Cel. Associat amb el planeta Mart i el seu animal cíclic el cavall.
També considerat com a un dels Tres Sobirans. Tot i que hi ha diverses versions sobre la identitat d'aquests Emperadors Divins els més populars i acceptats per la mitologia xinesa són Fu Xi, el primer emperador diví, Gonggong i Zhurong.

## Altres denominacions
Apareix anomenat en diferents fonts com Zhuanxu, Zhu Dong, Di Ku, Shennong, Lu Zhong, Wu Hui o Zhong-Li. Algunes vegades també se l'identifica com a dues persones: Zhong i Li. També conegut amb el nom de Ch'ih-ti, es diu que el seu nom primogènit era Chu Jung. Chu Jung era també el nom d'un emperador mític considerat un dels primers emperadors llegendaris, un pot arribar a pensar que potser fou la versió humanitzada del déu.
Durant la dinastia Han es va reconèixer un altre déu del foc anomenat Ch'ih Ching-tzu, descrit amb un cos de colors similars al foc, barba i cabells vermells i vestit amb fulles.

## Genealogia
El nom de Zhurong apareix al llarg del temps en mites, llegendes i en registres històrics creant genealogies alternatives com la de Zhurong com a avantpassat del poble Chu, descendent de Gao Yang.
Segons el Shanhai Jing (XVIII, 41), Zhurong és la 5a generació del  llinatge de l'emperador Yan Di i de Tingyao, una dama provinent del riu Roig descendent del poble dels chishui. Tingyao va parir a Yanju; Yanju va ser pare de Jiebing; Jiebing de Xiqi i Xiqi de Zhurong. Cal esmentar, però que en un altre capítol del llibre s'identifica a Zhurong com a descendent de Huang Di (conegut com l'emperador Groc). Huang Di pare de Zhuan Xu, Zhuan Xu de Laotong i Laotong de Zhurong. Alguns estudiosos apunten que aquesta desacordança en el Shanhai Jing és donada al fet que Huang Di i Yan Di originalment provenien del mateix clan.
Zhurong fou desterrat a viure a les costes del riu blau Jiang. Allí va esdevenir pare de Gonggong (déu de l'aigua) i més tard avi de Shuqi. Segons Shanhai Jing (XVIII, 41), Shuqi, un home amb el cap quadrat i la coroneta plana, va aconseguir recuperar les terres i les posicions desposseïdes del seu avi Zhurong. Gonggong va engendrar a Houtu, i Houtu a Yeming, qui va tenir dotze fills (els dotze mesos de l'any).

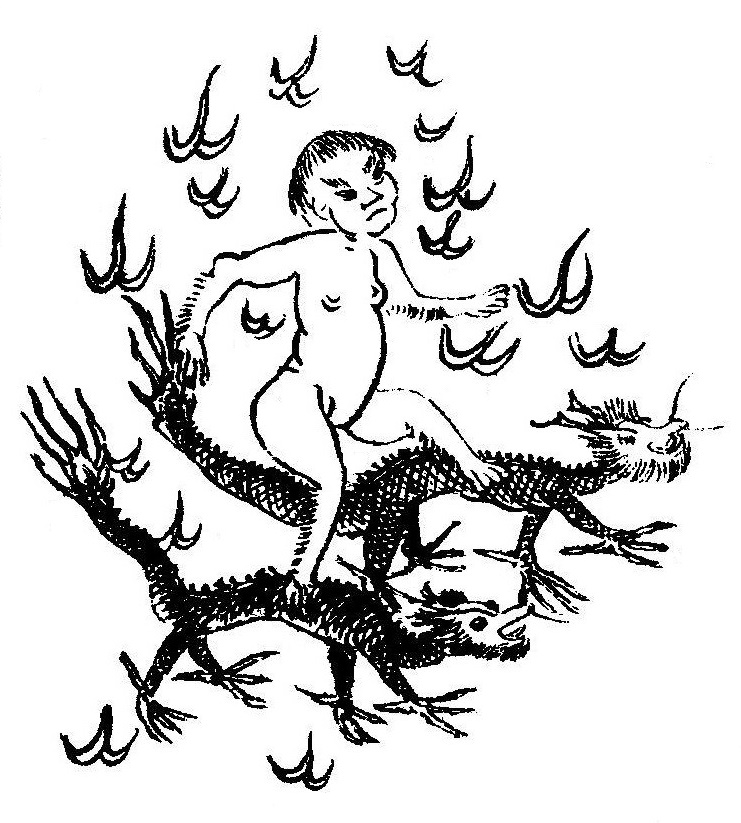
Zhurong (Xinès: 祝融), déu del sud segons Shanhai Jing (Clàssic de les muntanyes i els mars); déu del foc.

## Característiques
En el clàssic Shanhai Jing (VI, 22) es descriu l'aspecte de Zhurong amb un rostre d'humà i un cos de bèstia quadrúpeda. Viatjava sempre enfilat sobre dos dracs, característica simbòlica dels seus grans poders.
Com cita Cook, Wen Yiduo també assimila a Zhurong amb Tiao Rong, una serp daurada que vivia a l'aigua i que quan es movia feia reflexos de llum.
Quan se l'identifica amb l'esperit del sud, se'l relaciona amb l'avatar teriomorf d'una au escarlata.

## Mitologia

#### La mort de Gun i la gran inundació.
Al Shanhai Jing (XVIII, 42) s'explica com hi va haver un temps en el qual es van desbordar els rius i hi va haver grans inundacions provocant que l'aigua arribés gairebé fins al cel. Gun (també anomenat Baima), sense permís, va agafar l'argila xirang (un tipus d'argila que augmenta i creix infinitament provinent dels Emperadors del Cel) per aturar els desbordaments a partir de la construcció de dics. Aquesta acció va provocar la ira dels Emperadors del Cel els quals van enviar a Zhurong cap a la zona despoblada del mont Plumas per matar a Gun. S'explica com un cop mort, del seu ventre va néixer Yu, qui fou ordenat que tornés les aigües a mare i solucionés les inundacions. En altres texts s'explica com al cap de tres anys de la mort de Gun, el seu cos mantingut incorrupte fou obert amb un ganivet de la regió de Wu per ajudar a sortir a Yu de l'interior. A continuació Gun es va transformar en un drac groc.

#### Destrucció de la capital de la dinastia Xia
Zhurong per ordre de l'emperador Cel fou encarregat a fer caure foc sobre la capital de la dinastia Xia per enderrocar-la.

#### La disputa de Zhurong i Gonggong
En temps remots es diu que Gonggong (déu de l'aigua) va lluitar contra Zhurong per aconseguir prendre-li el poder i esdevenir la divinitat suprema. Gonggong va perdre la batalla i de la fúria va picar de cap amb el mont Buzhou. Un dels pilars del cel es trobava en aquesta muntanya el qual es va trencar provocant grans pertorbacions en el cosmos.

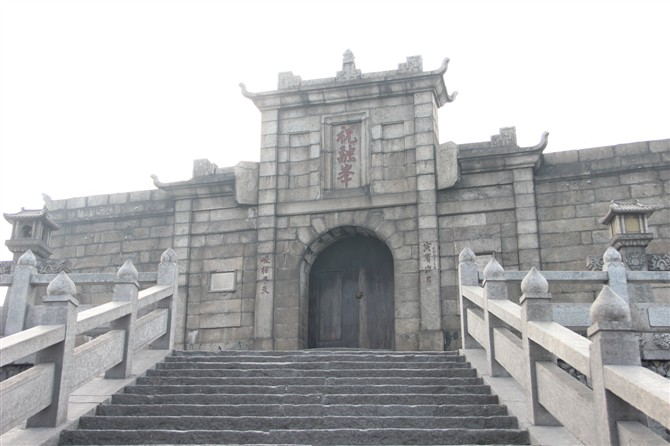
Entrada al temple Zhurong (Zhurong Feng)

## El mont Zhurong

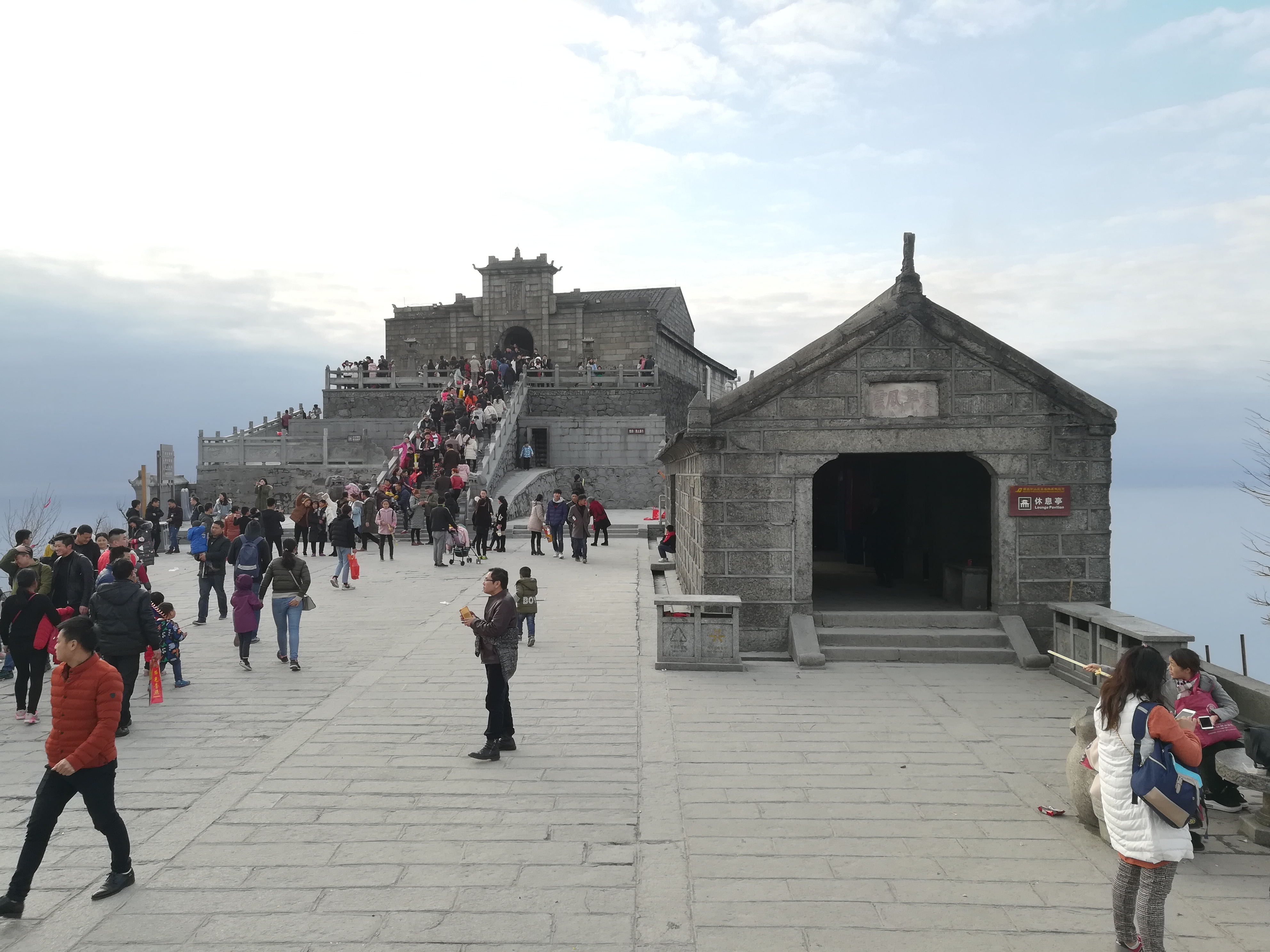
Cim Zhurong de la muntanya Heng (Hunan).

El mont Zhurong és el pic principal de la muntanya Hengshan en el districte de Nanyue (Hunan). Al seu cim s'hi troba un temple de pedra dedicat a la divinitat. Construït al s. XVI i restaurat al XIX fou completament reconstruït a la dècada dels anys 30 després d'una tempesta.
Segons John Lagerwey (2004, p.16), a l'estudi de James Robson "Buddhism and the Chinese Marchmount System" s'explica com el budisme va apropiar-se del territori sagrat i dels conceptes xinesos a partir de rituals, històries i mites. L'exemple que posa és el de l'arribada del monjo Huisi al cim Zhurong. Es diu que allà s'hi va trobar la divinitat jugant a escacs i que aquesta li va demanar que li transmetés tots els seus coneixements sobre budisme. Així, a partir d'una història els déus locals xinesos esdevenen part del budisme.

## Zhurong en la literatura
Zhurong apareix esmentat en diverses obres literàries de poesia xineses:
- Yuan you "Far-off Journey" de Qu Yuan, (l.143).[19]
- Jin huai "Nine Regrets" de Wang Bao, part IV "A light on the World" (l.23).[20]
- Jiu tan "Nine Laments" de Liu Xiang (77-6 aC), part IX "The Far-off Journey" (l.20).[21]
- Jiu si "Nine Longings" de Wang Yi, part VII "Distressed by These Times" (l.25).[22]

## Zhurong a Mart

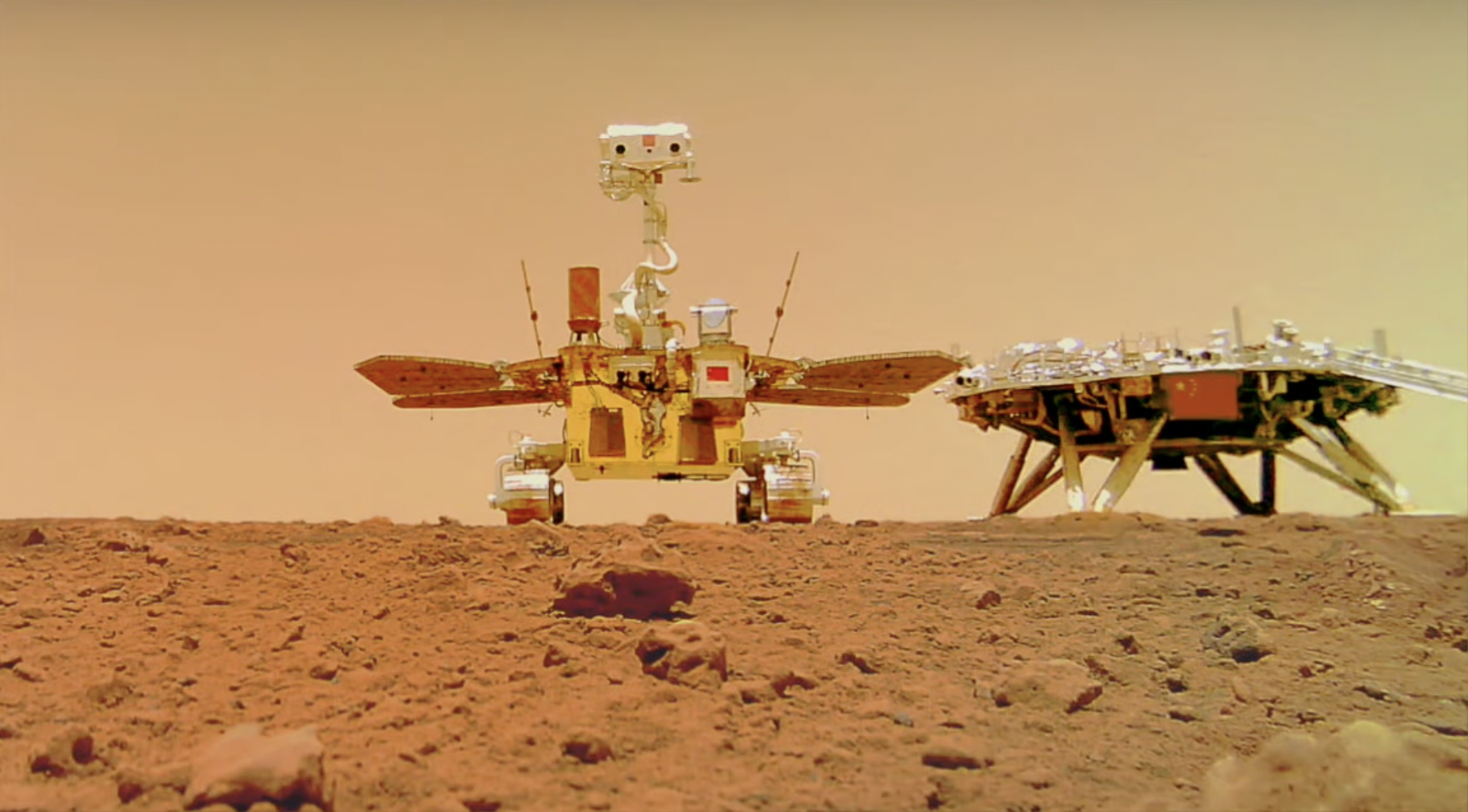
"Selfie" del rover Zhurong amb la seva plataforma Tianwen-1 a Mart.

El robot xinès anomenat Zhurong va aterrar amb èxit a Mart el maig del 2021 i actualment està analitzant el planeta i prenent fotografies de la superfície. El nom del robot fou escollit a través d'una votació popular en la qual va guanyar Zhurong contra nou semifinalistes. El nom fa clara referència a la divinitat del foc i la seva connexió amb el planeta Mart, així doncs anomenar el primer robot xinès a Mart en honor al déu del foc significa encendre la flama de l'exploració planetària provinent de la Xina.